# Cleveland Browns 1949
La stagione 1949 dei Cleveland Browns è stata la quarta e ultima della franchigia nella All-America Football Conference. La squadra, allenata da Paul Brown, concluse la stagione regolare con un record perfetto di 9-1-2, chiudendo prima in classifica. In finale la squadra vinse il suo quarto titolo consecutivo battendo i 1949 per 21-7. In precedenza, durante la stagione regolare, i 49ers avevano interrotto la striscia dei Browns di 29 partite senza sconfitte, un record del football professionistico.
I Browns vinsero il titolo in ognuna delle quattro stagioni di esistenza della AAFC. L'anno successivo furono assorbiti dalla NFL e molti osservatori ritenevano che il club non sarebbe stato altrettanto competitivo nella nuova lega ma la squadra rispose vincendo subito il campionato NFL 1950.

## Roster
| Roster dei Cleveland Browns nel 1949 |
| --- |
| Quarterback - 60 Otto Graham - 62 Cliff Lewis Running Back - 99 Bill Boedeker - 82 Tommy James - 86 Dub Jones - 90 Edgar Jones - 92 Les Horvath - 80 Warren Lahr - 85 Ara Parseghian - 74 Tony Adamle - 76 Marion Motley - 70 Ed Sustersic Wide Receiver - 59 Horace Gillom - 56 Dante Lavelli - 53 Bill O'Connor - 58 Mac Speedie - 50 John Yonakor - 52 George Young Tight End {{{te}}} Offensive Linemen - 35 Alex Agase - 34 Bob Gaudio - 38 Weldon Humble - 32 Lin Houston - 36 Ed Ulinski - 22 Frank Gatski - 20 Lou Saban - 23 Tommy Thompson - 48 Chubby Grigg - 46 Lou Groza - 42 Derrell Palmer - 44 Lou Rymkus - 49 Joe Spencer - 45 Bill Willis Defensive Linemen {{{dl}}} Linebacker {{{lb}}} Defensive Back {{{db}}} Special Team {{{st}}} |
| Legenda - I rookie sono in corsivo. - Il primo ruolo è il principale mentre gli eventuali successivi indicano i ruoli secondari. - (IR) sta per Injured Reserve ed indica la lista ristretta per un solo giocatore infortunato che può tornare ad allenarsi dopo la settimana 6 e a rientrare in prima squadra dopo che questa ha giocato 8 partite. - (NF-Inj.) / (NF-Ill.) stanno rispettivamente per Non-Football Injured e Non-Football Illness ed indicano le liste dove viene inserito un giocatore che ha un infortunio o una malattia non dipendente dal football americano. - (PUP) sta per Physically Unable to Perform ed indica la lista dove viene inserito un giocatore mentre è in attesa di recuperare la condizione fisica. Nella stagione regolare dopo la sesta partita giocata dalla propria squadra, il giocatore ha tempo tre settimane per riprendere ad allenarsi, più tre settimane aggiuntive dal suo rientro agli allenamenti per rientrare in prima squadra. |

## Calendario
| Stagione regolare |              |                        |           |        |                               |          |         |
| Turno             | Data         | Avversario             | Risultato | Record | Stadio                        | Pubblico | Sintesi |
| 1                 | 5 settembre  | at Buffalo Bills       | P 28–28   | 0–0–1  | War Memorial Stadium          | 31,839   | Recap   |
| 2                 | 11 settembre | Baltimore Colts        | V 21–0    | 1–0–1  | Cleveland Stadium             | 21,621   | Recap   |
| 3                 | 18 settembre | New York Yankees       | V 14–3    | 2–0–1  | Cleveland Stadium             | 26,312   | Recap   |
| 4                 | 26 settembre | at Baltimore Colts     | V 28–20   | 3–0–1  | Memorial Stadium              | 36,837   | Recap   |
| 5                 | 2 ottobre    | Los Angeles Dons       | V 42–7    | 4–0–1  | Cleveland Stadium             | 30,465   | Recap   |
| 6                 | 9 ottobre    | at San Francisco 49ers | S 28–56   | 4–1–1  | Kezar Stadium                 | 59,720   | Recap   |
| 7                 | 14 ottobre   | at Los Angeles Dons    | V 61–14   | 5–1–1  | Los Angeles Memorial Coliseum | 27,427   | Recap   |
| 8                 | 30 ottobre   | San Francisco 49ers    | V 30–28   | 6–1–1  | Cleveland Stadium             | 72,189   | Recap   |
| 9                 | 6 novembre   | Chicago Hornets        | V 35–2    | 7–1–1  | Cleveland Stadium             | 16,506   | Recap   |
| 10                | 13 novembre  | Buffalo Bills          | P 7–7     | 7–1–2  | Cleveland Stadium             | 22,511   | Recap   |
| 11                | 20 novembre  | at New York Yankees    | V 31–0    | 8–1–2  | Yankee Stadium                | 50,711   | Recap   |
| 12                | 24 novembre  | at Chicago Hornets     | V 14–6    | 9–1–2  | Soldier Field                 | 5,031    | Recap   |

## Classifiche
| AAFC 1949           | AAFC 1949 | AAFC 1949 | AAFC 1949 | AAFC 1949 | AAFC 1949 | AAFC 1949 |
|                     | V         | S         | P         | %         | PF        | PS        |
| ------------------- | --------- | --------- | --------- | --------- | --------- | --------- |
| Cleveland Browns    | 9         | 1         | 2         | .900      | 339       | 171       |
| San Francisco 49ers | 9         | 3         | 0         | .750      | 416       | 227       |
| New York Yankees    | 8         | 4         | 0         | .667      | 196       | 206       |
| Buffalo Bills       | 5         | 5         | 2         | .500      | 236       | 256       |
| Los Angeles Dons    | 4         | 8         | 0         | .333      | 253       | 322       |
| Chicago Hornets     | 4         | 8         | 0         | .333      | 179       | 268       |
| Baltimore Colts     | 1         | 11        | 0         | .083      | 172       | 341       |